# بيرجرين
الأب بيرجرين (بالسويدية: Jacob Berggren)‏ (1790 - 1868 م) هو راهب و رحالة و مستشرق ، سويدي.
رحل في بلاد الشرق وأقام فيها زمنا طويلا. من آثاره: معجم فرنسي عربي.